# Église Saint-Florian (Budapest)
L'église Saint-Florian (Szent Flórián templom ) est une église gréco-catholique de Budapest, située dans le quartier de Víziváros, sur Fő utca.